# De aansprekers
De aansprekers is een roman van de Nederlandse schrijver Maarten 't Hart. Het boek kwam in 1979 uit bij de uitgeverij De Arbeiderspers. De ondertitel Roman van vader en zoon is een omkering van de ondertitel van F. Bordewijks roman Karakter: Roman van zoon en vader.

## Verhaal
Het hoofdpersonage Maarten krijgt van de huisarts te horen dat zijn vader kanker heeft en nog een half jaar te leven heeft. Hij durft zijn nog altijd levenslustige vader niet op de hoogte te stellen van diens naderende dood.
Maarten en zijn verloofde Hanneke worden van een vakantie in Drenthe teruggeroepen. De vader van Maarten, Pau, is met spoed opgenomen in het ziekenhuis. In het ziekenhuis krijgt hij te horen dat Pau aan zijn maag is geopereerd. Als Maarten later met de arts praat krijgt hij te horen dat Pau alvleesklierkanker heeft en nog maar een half jaar te leven. De geschokte Maarten heeft nu de ondankbare taak het verschrikkelijk nieuws aan zijn vader te brengen. Hij wordt de aanspreker van diens dood. Pau herstelt snel van zijn operatie en heeft zijn levenslust terug. Hij gaat weer aan het werk als grafdelver en zijn zoon kan het niet over zijn hart verkrijgen om hem in te lichten over het onvermijdelijke einde. Maarten neemt nu het rouwproces van zijn vader over. Hij wordt nukkig en is boos op oudere mensen die langer zullen leven dan zijn vader. Als hij dode vissen in het water tegenkomt, herinnert hij zich dat zijn vader ooit een man heeft weerhouden van zelfmoord. Op een vakantie in Zwitserland ziet hij hoe een dode jongen uit de rivier wordt gehaald. De dood blijft terugkomen. Als Maarten zijn vader gaat opzoeken is deze bezig met het ruimen van graven. Weer kan hij zijn vader niet 'de dood aanzeggen'. De tijd verstrijkt en daarmee komt de dood steeds dichterbij. Voor Maarten het nieuws kan brengen krijgt Pau een hartaanval en wordt in het ziekenhuis opgenomen. Maarten blijft in het ziekenhuis waken. Hij is er bij als zijn vader de volgende morgen voorgoed inslaapt.

## Achtergrond
De roman is in de ik-vorm geschreven en heeft autobiografische elementen. De vader van de hoofdfiguur is geïnspireerd op de vader van de schrijver, Pau 't Hart, die tuinder en later grafdelver was in Maassluis. De roman volgt op Een vlucht regenwulpen waarin Maarten een portret van zijn moeder, Lena, geeft. De karaktertekening van Pau is eerlijk. De verteller verheerlijkt zijn vader niet. Hij omschrijft hem als een harde man die graag sarcastische opmerkingen maakte. Aan de andere kant laat hij ook de sentimentele kant van zijn vader zien: Pau die spijt heeft dat hij zijn zoon als kind heeft geschopt of die een man weet tegen te houden die zelfmoord pleegt. Een man die zonder gêne kan huilen. Daarnaast schildert de roman de relatie tussen Maarten en Pau. Vader en zoon maken vaak ruzie over het geloof. Aan de ene kant bindt het geloof hen - tenslotte vormt religie de basis van Maartens jeugd - aan de andere kant is het een splijtzwam nu Maarten als volwassene God heeft verlaten. Toch vormt de relatie tussen vader en zoon de ruggengraat van het boek.
Het rouwproces dat Maarten moet doormaken wordt gesymboliseerd in het begin van het boek. Als hij op Nieuwjaarsavond langs de beijzelde kade loopt, glijdt hij tergend langzaam uit. Hij lijkt in het ijskoude water te belanden als hij over de spekgladde stenen wegglijdt. Hij weet echter zijn vaart te stuiten door zich aan een meerpaal vast te klampen. Langzaam weet hij via de zoute dwarsbalken tussen de meerpalen weer omhoog te krabbelen.
De begraafplaats waar zijn vader werkt en bezig is de doden te ruimen vormt de centrale plaats in het boek. Steeds weer komt Maarten er terug om zijn vader aan te spreken over diens dood. In het verleden was een 'aanspreker' een man die bij de huizen langsging om te vertellen wie er was overleden. Aangezien Pau zelf niet weet dat hij gaat sterven en vol leven lijkt te zijn, is de opdracht van Maarten vrijwel onmogelijk. Zelfs tussen de graven en de doden kan hij niet de juiste woorden vinden. Pau sterft dan ook zonder te weten dat zijn eigen dood al was aangekondigd.

## Motto
Soms kun je eenzaam wandelen op straat

en naar de lucht zien en de stille daken,

en lijkt het of je de wolken aan kunt raken

en even is het of je echt bestaat

en of er nooit een ogenblik zal komen

waarop je stiller zijn zult dan in slaap.

Maar vogels strijken op de daken neer

En om de hoek verschijnt een oude man.